# 세인트조지바스테르구

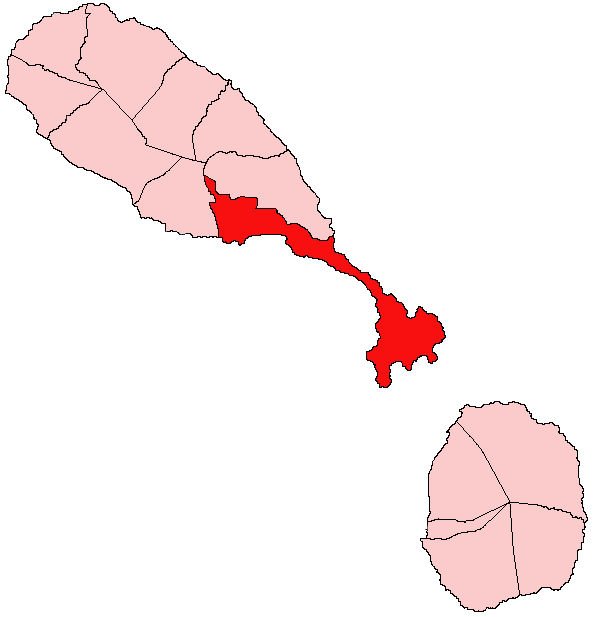
세인트조지바스테르구의 위치

세인트조지바스테르구(영어: Saint George Basseterre Parish)는 세인트키츠 네비스의 구로 행정 중심지는 세인트키츠 네비스의 수도인 바스테르이며 면적은 29km2, 인구는 13,220명(2001년 기준), 인구 밀도는 455.86명/km2이다. 세인트키츠섬 최남단에 위치한다.